# Mouvement national-socialiste (Royaume-Uni)
Le Mouvement national-socialiste (NSM) fut un part politique d’inspiration néonazi crée au Royaume-Uni le 20 avril 1962, date qui coïncide avec l’anniversaire de naissance d’Adolf Hitler. Cette formation fut fondée à l’instigation de Colin Jordan, lequel s’adjoignit les services de John Tyndall, son subalterne et collaborateur attitré. Ce groupement émergea comme une excroissance dissidente du premier British National Party, actif au cours de la décennie 1960.

## Formation
Le Parti national britannique des années 1960, issu de la fusion de la White Defence League de Colin Jordan et du National Labour Party de John Bean, fut marqué par des dissensions entre ces deux dirigeants antagonistes. L’éclosion du NSM procéda, à l’origine, d’une missive adressée en 1961 à Jordan par George Lincoln Rockwell, chef du Parti nazi américain. Ce dernier y exprimait son accord avec les visées du BNP, tout en déplorant que celui-ci ne s’ouvrît point explicitement aux doctrines nationales-socialistes.
Bean, pour sa part, jugeait néanmoins que Jordan ainsi que son comparse Tyndall faisaient montre d'une ostentation excessive en ce qui concernait leur inclination pour l’idéologie nationale-socialiste, ce qui, à son sens, portait préjudice aux velléités du British National Party (BNP) de s’ériger en force politique recevable. Ce différend atteignit son acmé en février 1962, lorsqu’au cours d’une assemblée du Conseil national du parti, Bean proposa une résolution ayant pour objet de flétrir l’exhibitionnisme doctrinal de Jordan quant au nazisme. Ladite motion fut entérinée à la majorité relative de sept voix contre cinq. À la suite de rudes et véhémentes querelles intestines, une scission advint : près de quatre-vingts pour cent des affiliés se rangèrent aux côtés de Bean, tandis qu’une minorité demeura fidèle à Jordan. Ce dernier parvint néanmoins à s’attacher le concours de Tyndall et de Denis Pirie, tout en prenant possession du siège du BNP sis à Notting Hill, de même que du groupe paramilitaire dénommé Spearhead. Le 20 avril 1962, un nouvel aréopage politique vit le jour, dont la proclamation officielle se fit à l’occasion d’une collation organisée pour commémorer l’anniversaire d’Adolf Hitler. À l’instar de Tyndall et de Pirie, Roland Kerr-Ritchie et Peter Ling donnèrent également leur démission du Conseil national du BNP afin de rallier la faction jordanienne. Le nouvel ensemble se composa, pour l’essentiel, de jeunes militants issus de la classe ouvrière.

## Activités
Le 1er juillet 1962, une rixe d’ampleur considérable éclata à Trafalgar Square, à Londres, à l’occasion d’un rassemblement organisé sous l’égide du NSM, groupement d’inspiration néo-nazie. Ladite assemblée, conduite par Colin Jordan, se tenait sous une profusion d’affiches arborant des devises telles que : « Libérez la Grande-Bretagne du joug juif ». Durant son allocution, Jordan proféra plusieurs déclarations laudatives à l’endroit d’Adolf Hitler, tandis que son compagnon d’armes, John Tyndall, se livra à une diatribe virulente dans laquelle il assimila la population juive à un « asticot venimeux ». Ces propos, jugés incantatoires et incitatifs à la haine, valurent à leurs auteurs des peines d’incarcération brèves, mais effectives. Les discours en question, aux relents explicitement antisémites, provoquèrent l’ire de plusieurs factions adverses, dont des manifestants de confession juive, des adhérents du Parti communiste de Grande-Bretagne ainsi que des militants affiliés à la Campagne pour le désarmement nucléaire. Ces groupes, réunis à proximité immédiate du lieu, se ruèrent contre les partisans du NSM. Malgré le tollé public et les condamnations judiciaires, Jordan persista à croire — contre toute évidence empirique — qu’une fraction significative du peuple britannique eût partagé ses vues. Selon lui, du reste, la Seconde Guerre mondiale, envisagée du seul point de vue de l’intérêt national britannique, n’eût pas dû être entreprise, mais au contraire évitée.
Le NSM s’évertuait pareillement à maintenir en activité le Spearhead et à en accroître l’efficacité, mais la Special Branch avait déjà éventé l’existence de ce groupe, lequel, affilié au BNP, faisait l’objet d’une étroite surveillance. Dès juillet 1961, deux officiers de police, David Pemble et David Corder, avaient saisi sur le vif, par le moyen de la photographie, John Tyndall et Martin Kerr-Ritchie dirigeant les opérations de Spearhead dans le Kent. L’année suivante, Jordan était régulièrement témoin d’exercices paramilitaires se déroulant les weekends aux environs de Dorking. Par ailleurs, le NSM se heurtait à l’opposition du Groupe 62, une faction constituée d’anciens membres du Groupe 43, initialement formée pour le combattre, mais qui avait étendu son action contre toutes les mouvances d’extrême droite. Sous la houlette de Harry Bidney, tenancier d’une boîte de nuit liée au milieu criminel londonien, le Groupe 62 s’était assuré, dès la fondation du NSM par Jordan, le soutien d’indics infiltrés dans ses rangs.

## Répression
À la suite des émeutes de Trafalgar, le Sunday People publia un réquisitoire contre le groupe Spearhead, lequel, joint aux instances des notables juifs, incita le gouvernement à refuser des sauf-conduits à plusieurs meneurs néonazis conviés à un congrès patronné par le NSM en août 1962. Néanmoins, George Lincoln Rockwell s’introduisit clandestinement en Grande-Bretagne par le biais de la République d’Irlande et fut occulté à Cheltenham dans l’attente de l’ouverture de l’assemblée. Toutefois, sa retraite fut éventée, et sa cachette fut assiégée par une tourbe de journalistes et d'habitants courroucés, le contraignant à gagner Londres – non sans avoir, au préalable, monnayé ses confidences au Daily Mail. Bien que le rassemblement n’eût pas lieu comme projeté, son dessein primordial, la fondation de l’World Union of National Socialists, fut néanmoins accompli : Colin Jordan y fut désigné « Führer mondial », avec Rockwell pour successeur désigné. Savitri Devi, par ailleurs étroitement alliée au NSM depuis son fief français, assista également à cette conciliabule.
Peu après ces événements, la demeure de Jordan à Coventry ainsi que le siège londonien du parti firent l’objet de perquisitions policières, au cours desquelles une multitude de pièces à conviction furent saisies : armes à feu, poignards, insignes et reliques nazis, jusqu’à des bidons de désherbant dont les étiquettes avaient été substituées par l’inscription « Jewkiller ». Le 16 août, Jordan, Tyndall, Kerr-Ritchie et Pirie furent tous appréhendés. Les quatre hommes furent reconnus coupables d’avoir concouru à la formation du groupe Spearhead, violant ainsi la loi sur l’ordre public de 1936, et écopèrent de peines carcérales : neuf mois pour Jordan, six pour Tyndall, et trois pour Pirie et Kerr-Ritchie. À l’issue du procès, Pirie, dans un geste provocateur, esquissa le salut hitlérien tandis qu’on les emmenait hors de l’enceinte judiciaire. Durant leur incarcération, la direction du NSM (National Socialist Movement) échut à Martin Webster, jeune adepte issu des Jeunes Conservateurs, où il avait antérieurement fréquenté la Ligue des Loyalistes de l’Empire.

## Division du mouvement
Françoise Dior, héritière française, fut affiliée au NSM dès 1962. Elle entretint une liaison amoureuse avec John Tyndall après que celui-ci eût recouvré la liberté, suivant une idylle antérieure avec Colin Jordan. Toutefois, lorsque Jordan fut à son tour libéré, les deux hommes renouèrent et convolèrent en justes noces le 5 octobre 1963. La cérémonie, marquée par un rite singulier, vit les époux laisser choir une goutte de leur sang sur un exemplaire de Mein Kampf,. Bien que cette union fût dissoute après trois mois – une tentative de réconciliation ayant échoué –, elle précipita, en 1967, une rupture définitive entre Tyndall et Jordan. Cette scission s’avéra exacerbée par des divergences idéologiques croissantes et par l’ascendant grandissant de Tyndall, dont le fief londonien rivalisait avec l’influence de Jordan, établi à Coventry. Tyndall reprit à son compte les critiques jadis formulées par John Bean à l’encontre de l’adhésion ostensible de Jordan au nazisme. Lors du congrès du NSM en avril 1964, il exigea que la direction du mouvement lui fût dévolue. Le 11 mai suivant, il en fut exclu, mais rétorqua dès le lendemain en affirmant avoir destitué Jordan et s’être emparé de l’appareil dirigeant. Finalement, Tyndall se détacha du NSM, entraînant dans son sillage la majeure partie des cadres du siège. Ses partisans constituèrent par la suite le Greater Britain Movement. Peu après, le National Student Front, groupe estudiantin inféodé au NSM et dirigé par James McIntyre, se désaffilia à son tour pour rallier Tyndall.

## Dernières années
Lors des élections générales de 1964, le NSM se montra actif à Smethwick, où il œuvra en faveur du candidat conservateur Peter Griffiths, opposé au secrétaire d'État fantôme aux Affaires étrangères Patrick Gordon Walker, personnage vilipendé par l’extrême droite en raison de son rôle supposé dans l’autorisation d’une immigration considérable. Au cours de la campagne, diverses mascarades publicitaires furent entreprises par les militants du NSM : l’un d’eux se travestit en singe, tandis qu’un autre tenta de se porter candidat sous le nom de Gordon-Walker, qu’il qualifia d’apôtre du « mélange racial », le tout en arborant les atours d’un personnage du Black and White Minstrel Show.
La campagne contre Walker s’amplifia en 1965 lorsque Colin Jordan monta sur l’estrade lors d’une assemblée publique où s’exprimait Denis Healey, ce dernier assénant un coup à Jordan. Les effectifs du groupe déclinèrent jusqu’à s’évanouir quasi instantanément après l’arrestation de plusieurs de ses membres, inculpés pour incendie de synagogues, ainsi que des condamnations prononcées pour de semblables forfaits survenus à Clapton, Ilford, Bayswater et Kilburn. Dior lui-même fut emprisonné en 1968 pour un tel méfait. Au cours des années 1960, les partisans du NSM perpétrèrent trente-quatre incendies criminels visant des édifices appartenant à des Juifs. À cette époque, l’union conjugale entre Dior et Jordan avait pris fin, ce qui mit un terme au financement qu’elle octroyait au mouvement.
Le mouvement se trouva affecté par la nouvelle législation relative aux relations raciales. Jordan, interpellé en vertu de ces dispositions récentes, fut incarcéré durant dix-huit mois en janvier 1967 pour avoir diffusé un pamphlet intitulé The Coloured Invasion, qualifié de « virulente diatribe contre les immigrants noirs et asiatiques » dans la notice nécrologique que lui consacra The Times en 2009. Qu’il fût emprisonné ou non, son statut n’eût aucune incidence sur l’exclusion du NSM des pourparlers alors en cours entre le British National Party (BNP), la League of Empire Loyalists (LEL), le Greater Britain Movement (GBM) et la Racial Preservation Society. En effet, l’une des conditions imposées par A.K. Chesterton, chef de la LEL, pour la formation d’un quelconque nouveau parti était l’exclusion des éléments néonazis – clause qui, non seulement écarta d’emblée le GBM dans son ensemble, mais empêcha même initialement John Bean d’accéder aux fonctions dirigeantes du futur Front national britannique. Lorsque Jordan recouvra la liberté en 1968, il convoqua une conciliabule secret en compagnie de John Tyndall et de Martin Webster chez Denis Pirie, où il déclara aux assistants que le NSM avait cessé d’exister.

## Héritage
Après la dissolution du NSM, Jordan, de son vrai nom John Tyndall, amalgama certains de ses reliquats pour fonder, en mai 1968, une nouvelle formation dénommée le British Movement. Cette organisation perdura sous diverses moutures jusqu’à l’époque contemporaine, bien que tous les anciens du NSM ne s’y rallièrent point. Plusieurs se joignirent à des groupuscules d’extrême droite se voulant plus « respectables », tels que le National Front, lesquels reniaient ostensiblement toute affiliation au nazisme. Parmi ces transfuges figurait notamment Andrew Brons, qui siégea au Parlement européen pour la circonscription du Yorkshire et du Humber de 2009 à 2014 et avait été, en sa jeunesse, l’un des premiers adhérents du NSM durant les années 1960.
Un autre conciliabule se réclamant de l’appellation NSM vit le jour vers la fin des années 1990, sous l’égide de David Myatt et de quelques dissidents issus de Combat 18. Toutefois, cette mouvance ne saurait être apparentée, ni de près ni de loin, au NSM primordial ni à la faction britannique qui s’y rattache.